# 美西航空

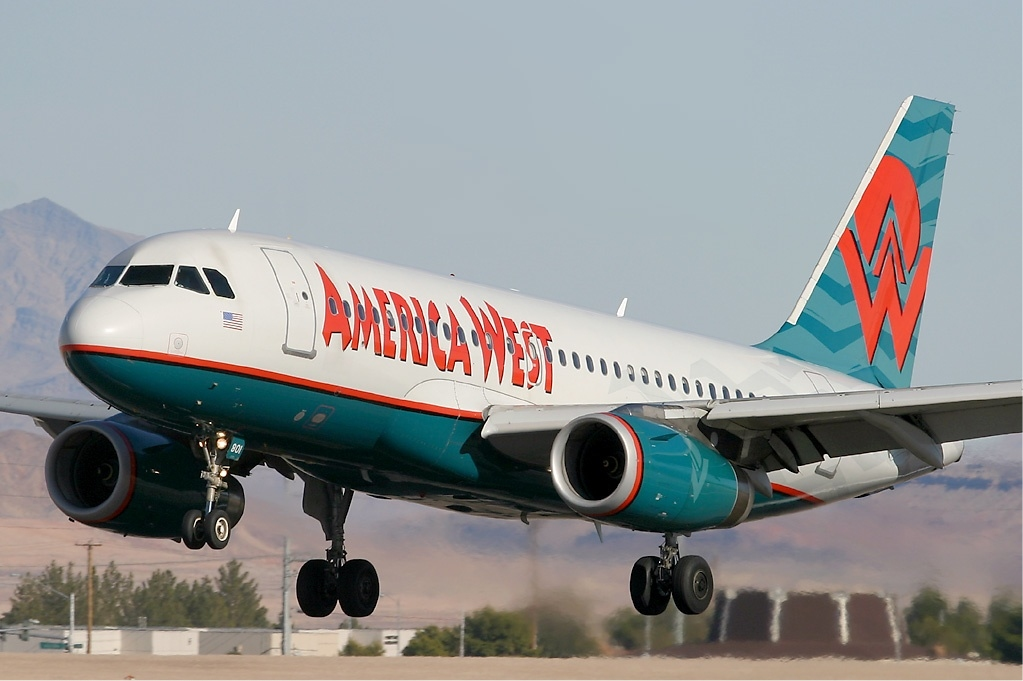
美西航空旗下的一架空中巴士A319客機。2003年12月時攝於拉斯維加斯麥卡倫機場。

美西航空（英語：America West Airlines）是一家曾存在於1981年至2007年之間的美國低成本航空公司（LCC），總部設於亞利桑那州坦佩（Tempe, AZ），並以鳳凰城天港國際機場作為樞紐機場。美西航空原本是美國第二大的LCC，規模僅次於西南航空，曾擁有一個由140架飛機所組成的機隊，服務美國、加拿大與墨西哥境內約100個航點，並透過班號共用方式提供歐洲航線的服務。
2005年時與全美航空（US Airways）合併，成為全美航空集團（US Airways Group）的一部份。雖然合併後存續的營運團隊是美西航空這一方，並留用美西航空的ICAO代碼（AWE）與無線電呼號（CACTUS，仙人掌），但卻保留使用規模較大的全美航空作為存續品牌名稱。2013年全美航空控股又收购了美国航空母公司AMR集团，并以美国航空品牌继续运营，直到2015年整合完成。